# Šalom Alejhem
Šalom Alejhem (Šalom Rabinovič) (Pereslav, 1859. – New York, 1916.) je židovski književnik iz Ukrajine. Pisao je na jidišu, hebrejskom i ruskom. Pisao je priče, novele, romane, drame i podlistke.
Rodio se u ukrajinskom Pereslavu. 1905. je s roditeljima odselio u SAD. Poznata mu je novela Tevjere kćeri, po kojoj je načinjen mjuzikl Guslač na krovu.
Pjesme mu je na većinu europskih jezika, a na hrvatski s hebrejskoga preveo ih je Josip Hećimović Nikšić. Neka su objavljena u Hrvatskom slovu.